# Aukje de Vries
Aukje de Vries (Leeuwarden, 21 de octubre de 1964) es una política neerlandesa que actualmente ocupa un escaño en la Segunda Cámara de los Estados Generales para el período legislativo 2012-2017 por el Partido Popular por la Libertad y la Democracia (Volkspartij voor Vrijheid en Democratie).
Antes de ser parte de la Cámara Baja, fue miembro del Parlamento Provincial de Friesland desde el 11 de marzo de 2011 hasta noviembre de 2012 cuando asumió su actual posición. Dentro de su labor legislativa, participa en las comisiones de Finanzas; Asuntos Europeos; Asuntos Económicos; Asuntos sociales y de empleo; Comercio exterior, entre otros.